# Грисселих, Людвиг

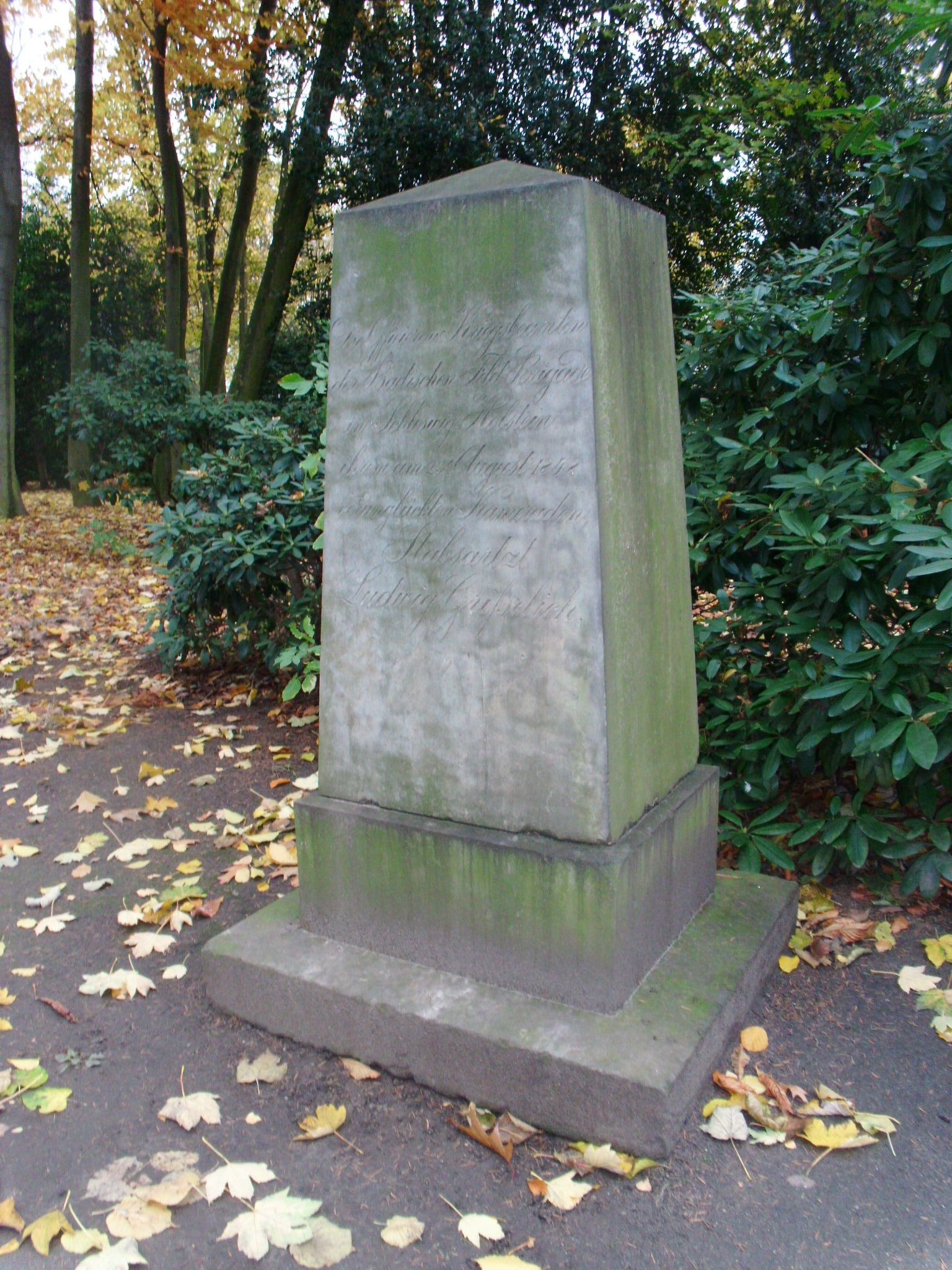
Friedhof Norderreihe, Altona

Лю́двиг Гри́сселих (нем. Ludwig Griesselich; 1804—1848) — немецкий ботаник и врач.

## Биография
Людвиг Грисселих родился 8 марта 1804 года в городе Зинсхайм в семье врача Валентина Грисселиха. Учился в Гейдельберге, в 1820 году поступил в Гейдельбергский университет, который окончил с дипломом хирурга в 1824 году. Вскоре стал военным врачом.
В 1828 году Людвиг Грисселих издал свои первые ботанические статьи, заметки по флоре Бадена.
В 1830-е года Грисселих издал серию публикаций, поддерживающих различные методы гомеопатии и критикующих доводы её противников. Он принимал непосредственное участие в создании Баденского Гомеопатического общества. С 1833 года Грисселих был соредактором журнала Hygea, вместе с И. Арнольдом и Шроном, выпускаемого этой организацией.
В 1847 году, незадолго до начала Датско-прусской войны, Грисселих вновь был назначен военным врачом. Во время переезда из Альтоны на север, 23 августа 1848 года он упал с лошади, испуганной ветряной мельницей, и был проволочен по земле несколько метров. Получил серьёзную черепно-мозговую травму и 30 сентября скончался после паралича лёгких.

## Некоторые научные работы
- Griesselich, L. (1836). Kleine botanische Schriften. 392 p.
- Griesselich, L. (1847). Deutsches Pflanzenbuch. 194 + 540 p.